# Bartłomiej Sitek
Bartłomiej Sitek, ps. Generator Frajdy (ur. 6 marca 1994) – polski twórca internetowy, streamer, youtuber, influencer i prezenter telewizyjny.

## Działalność

### Youtube
Swą działalność w serwisie YouTube rozpoczął w okolicach 2008 roku tworząc amatorskie produkcje nieprzeznaczone dla szerokiej publiki, zamieszczane na pomniejszych kanałach. Jego najpopularniejszy kanał na YouTube, Generator Frajdy, został założony 30 czerwca 2016 roku. Tematyka kanału opierała się głównie na prześmiewczych recenzjach tanich zabawek w serii Zabawki z chińczyka, oraz niepowiązanych ze sobą materiałach komediowych czy opiniotwórczych. Często współpracował on z Jakubem Chuptysiem, twórcą kanału GargamelVlog.
W lipcu 2018 roku wraz z Jakubem Chuptysiem założył podcast Dwóch Typów Podcast, który stał się jednym z najpopularniejszych podcastów w Polsce. 26 września 2023 roku światło dzienne ujrzały nagrania dźwiękowe i prywatne wiadomości tekstowe z 2020 i 2021 roku, z których wynikało, iż Chuptyś znęcał się nad swoją ówczesną dziewczyną (m.in. ją opluł, wyzywał i szarpał). W efekcie kontrowersji Sitek zakończył współpracę z Chuptysiem, kończąc tym samym produkcję podcastu.

### Media streamingowe
Od 2 kwietnia 2017 wraz z Jakubem Chuptysiem i okazjonalnymi gośćmi prowadził transmisje na żywo, pod szyldem kanału Jacex Dowóz Wideo. Początkowo prowadzili oni transmisje w serwisie YouTube, później przenosząc tę część swej działalności na platformę Twitch. 26 września 2023 roku Sitek, w atmoferze wcześniej wspomnianego skandalu wokół Chuptysia, rozwiązał z nim współpracę oraz zawiesił (w efekcie zakończył) działalność kanału Jacex Dowóz Wideo; powrócił do prowadzenia transmisji 15 stycznia 2024, tym razem samodzielnie i pod swoim pseudonimem Generator Frajdy.

### Telewizja
W październiku 2018 roku Bartłomiej Sitek podjął także współpracę ze stacją telewizyjną Polsat Games, tworząc program rozrywkowy poświęcony grom komputerowym: Gry Komputerowe Show. Wykonywał w nim związane z grami wyzwania oraz prowadził wywiady z ludźmi związanymi z twórczością internetową i dziennikarzami związanymi z rynkiem gier komputerowych.

## Życie prywatne
Dzieciństwo spędził w gminie Mochowo, w województwie mazowieckim. Studiował filologię angielską.